# Excoecaria perrieri
Excoecaria perrieri är en törelväxtart som beskrevs av Jacques Désiré Leandri. Excoecaria perrieri ingår i släktet Excoecaria och familjen törelväxter.
Artens utbredningsområde är Madagaskar. Inga underarter finns listade i Catalogue of Life.